# Balance (álbum de Van Halen)
| Críticas profissionais                                                      | Críticas profissionais |
| Avaliações da crítica                                                       | Avaliações da crítica  |
| Fonte                                                                       | Avaliação              |
| --------------------------------------------------------------------------- | ---------------------- |
| AllMusic                                                                    | [ 1 ]                  |
| Rolling Stone                                                               | [ 2 ]                  |
| Esta tabela precisa de ser acompanhada por texto em prosa. Consulte o guia. |                        |

Balance é o décimo álbum de estúdio da banda de hard rock americana Van Halen, lançado em 24 de Janeiro de 1995.
É o último álbum da banda com o vocalista Sammy Hagar, e também o último de uma série de quatro álbuns a chegar ao topo no ranking de vendas dos Estados Unidos, a Billboard 200.

## Faixas
| N.º | Título                                     | Duração |  |
| 1.  | "The Seventh Seal"                         | 5:18    |  |
| 2.  | "Can't Stop Lovin' You"                    | 4:07    |  |
| 3.  | "Don't Tell Me (What Love Can Do)"         | 5:56    |  |
| 4.  | "Amsterdam"                                | 4:45    |  |
| 5.  | "Big Fat Money"                            | 3:57    |  |
| 6.  | "Strung Out" (instrumental)                | 1:29    |  |
| 7.  | "Not Enough"                               | 5:13    |  |
| 8.  | "Aftershock"                               | 5:29    |  |
| 9.  | "Doin' Time" (instrumental)                | 1:41    |  |
| 10. | "Baluchitherium" (instrumental)            | 4:05    |  |
| 11. | "Take Me Back (Déjà Vu)"                   | 4:43    |  |
| 12. | "Feelin'"                                  | 6:36    |  |
| 13. | "Crossing Over" (Bónus na versão japonesa) | 4:49    |  |

## Desempenho nas paradas

### Álbum
| Parada musical (1995)                 | Melhor posição |
| ------------------------------------- | -------------- |
| Estados Unidos (Billboard 200)        | 1              |
| Suíça (Schweizer Hitparade)           | 6              |
| Alemanha (Offizielle Deutsche Charts) | 8              |
| Áustria (Ö3 Austria Top 40)           | 18             |
| Países Baixos (Dutch Charts)          | 5              |
| Suécia (Sverigetopplistan)            | 5              |
| Noruega (VG-lista)                    | 17             |
| Austrália (ARIA)                      | 9              |
| Nova Zelândia (RMNZ)                  | 16             |

### Singles
Billboard (América do Norte)
| Ano  | Single                             | Chart                 | Posição |
| ---- | ---------------------------------- | --------------------- | ------- |
| 1995 | "Amsterdam"                        | Mainstream Rock       | 9       |
| 1995 | "Can't Stop Lovin' You"            | The Billboard Hot 100 | 30      |
| 1995 | "Can't Stop Lovin' You"            | Mainstream Rock       | 2       |
| 1995 | "Can't Stop Lovin' You"            | Top 40 Mainstream     | 11      |
| 1995 | "Don't Tell Me (What Love Can Do)" | Mainstream Rock       | 1       |
| 1995 | "Not Enough"                       | The Billboard Hot 100 | 97      |
| 1995 | "Not Enough"                       | Mainstream Rock       | 27      |
| 1995 | "Not Enough"                       | Top 40 Mainstream     | 39      |
| 1995 | "The Seventh Seal"                 | Mainstream Rock       | 36      |